# Magharat al-Kafza
Magharat al-Kafza, Qafzeh (arab. مغارة القفزة, Maghārat al-Qafzah; hebr. מערת הקפיצה, Me‘arat ha-Kefica) – jaskinia znajdująca się w zboczu góry Har Kidumim w Izraelu, na południowy wschód od Nazaretu. Paleolityczne stanowisko archeologiczne.
Magharat al-Kafza jest dużą grotą krasową, powstałą wskutek wymycia skał. Pierwsze badania jaskini przeprowadzili w latach 30. XX wieku pracownik francuskiego konsulatu w Jerozolimie René Neuville oraz żydowski prehistoryk Mosze Stekelis. Kolejne prace na stanowisku zostały przeprowadzone na przełomie lat 60. i 70. pod kierownictwem Bernarda Vandermeerscha.
Wewnątrz jaskini odkryto związane z kulturą mustierską warstwy środkowopaleolityczne (L-F) oraz warstwy górnopaleolityczne (E-C), reprezentujące kulturę ahmaryjską. Poziomy górnopaleolityczne zawierały szczątki ówczesnej fauny (tur, jeleń, daniel, nosorożec) oraz grupę pochówków wczesnych reprezentantów gatunku Homo sapiens (6 szkieletów osobników dorosłych i 8 dziecięcych). Szczątki ludzkie datowane są metodą termoluminescencyjną na ok. 100-90 tys. lat p.n.e. Część z nich pokryta była ochrą, a na piersi jednego z dzieci złożono także poroże daniela.